# 加州灣副脂䲁
加州灣副脂䲁（學名：Paraclinus mexicanus），為輻鰭魚綱䲁形目脂䲁科副脂䲁屬的一個種，分布於中東太平洋墨西哥下加利福尼亞州蓬塔康塞普西翁至厄瓜多海域，深度0至10公尺，本魚體長，吻部尖，鼻孔和眼部有分枝狀觸鬚，頸背觸鬚小，鰓蓋骨有明顯的扁平棘狀突起，側線鱗片31-36片，體具綠褐色斑駁，有時側面有6-7條散布橫帶，眼下方有一條明顯的白邊斜暗橫帶，背鰭後半部有一黑色眼狀斑點，背鰭及臀鰭有深色橫帶，背鰭硬棘27-31枚，前3背棘隆起，第4背棘前有一深凹口，背鰭軟條0-2枚、臀鰭硬棘2枚、臀鰭軟條17-20枚，體長可達4公分，棲息在海草生長岩礁區，生活習性不明。